# Episomini
Episomini' es una tribu de insectos coleópteros curculiónidos pertenecientes a la subfamilia Entiminae.  

## Géneros
- Bethaeus
- Catamonas
- Ceratocrates
- Chaunoderus
- Demenica
- Epilaris
- Episomus
- Lachnotarsus
- Parapionus
- Platyomicus